# 人身売買
- 灰色: 情報なし
- 緑色: 違法・人身売買は稀
- 黄色: 違法・人身売買で問題あり
- 紫色: 違法・人身売買あり。
- 青色: 条件付き違法・人身売買あり。
- 赤色: 適法・普通に人身売買が行われる[1]

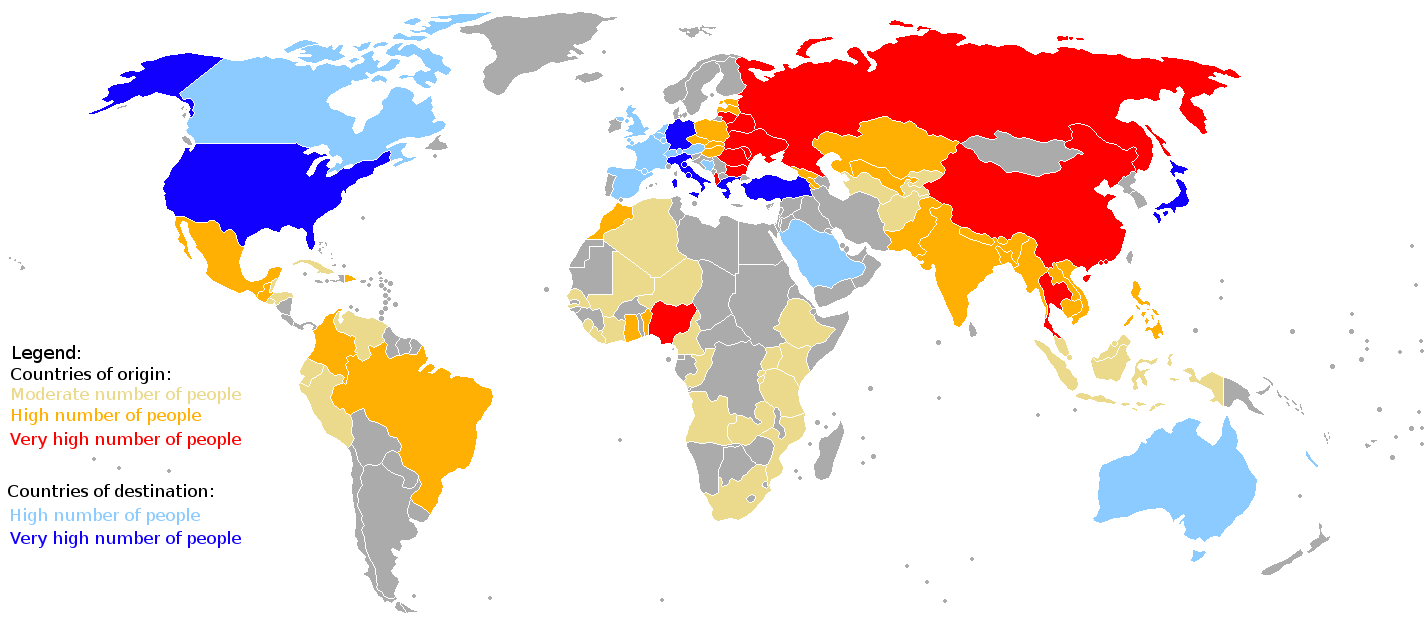
2010年に公表された国連薬物犯罪事務所の資料から作られた人身売買の状況を示す世界地図。赤系の色は人身売買の送出国。青系の色は受入国。

WomanStats Projectの2009年資料から、女性の人身売買と法律の状況。
- 灰色: 情報なし
- 緑色: 違法・人身売買は稀
- 黄色: 違法・人身売買で問題あり
- 紫色: 違法・人身売買あり。
- 青色: 条件付き違法・人身売買あり。
- 赤色: 適法・普通に人身売買が行われる

人身売買（じんしんばいばい）とは、人間を物品と同様に売買すること。現代ではこれに類する行為に対して、多様な実態と法的位置づけの、広い範囲に用いられている。
人身売買は別名、人の密輸、ヒューマン・トラフィッキング（英語: human trafficking）あるいはトラフィッキング（英語: trafficking）ともいわれ、日本国政府はこれを人身取引と表現している。
人身取引とは、搾取を目的として、暴力、詐欺、強要によって個人を募集、輸送、移送、隠匿、受け取る行為である。搾取の種類としては、強制労働、性的奴隷、その他の形態の商業的な性的搾取が含まれる場合がある。このような搾取は重大な人権侵害であり、現代の奴隷制度の一形態とみなされている。人身売買と闘うための取り組みには、国際法、国家政策、NGOなどが関与している。
人身取引は、1つの国内で発生することも国境を越えて発生する可能性もある。人身取引は、個人が密輸されることを同意し、通常は目的地への到着時に終了する人の密輸（people smuggling）とは異なる。対照的に、人身売買には搾取と不同意の要素が含まれ、多くの場合、暴力、詐欺、強要を通じて行われる。人身取引は、「国際的な組織犯罪の防止に関する国際連合条約を補足する人（特に女性及び児童）の取引を防止し、抑止し及び処罰するための議定書（略称：国際組織犯罪防止条約人身取引議定書）」などの国際協定によって、人権侵害として広く非難されている。こうした非難があるにもかかわらず、国によって法的保護と法の執行の対処レベルは大きく異なる。世界中で、女性、男性、子供を含む数百万人が人身売買、永続的な強制労働、性的搾取、その他の形態の虐待の被害者であると推定されている。

## 概要
現代の多くの先進国において、人身売買が語られる際、それは「人身や行動範囲を強く拘束するような契約を、当人の了承を要さずに他人間で勝手に売買し、それが人道的に悪質であるもの」のことである。悪い典型的な形は「高額の契約金を当人でなく別の者が受け取り(または高額の密入国費用を借金して払い)、当人が何年も不自由な場所で拘束され、知らぬ間に別の相手や場所へ契約が移転し、価値観上または肉体的に苦痛か危険な労働を長期間強制されて過ごすうちに当人に不利な条件が追加されて抜けられない」というような状況である。管理売春であるというだけではこれに当てはまらない。
多くの文明国の場合、法的には直接的に売買されるのは、"契約"や"契約相手である権利"、"契約金や密入国費用という貸した金の権利"なのである。これが契約内容による不自由さや無知、その他の環境によって一般社会の法的に保護された状態から外れた環境に置かれることで、人間自体を売買し拘束できるかのような状態が作られる。このような種類の契約や実態を(非難の意味を込めて)人身売買という。当人側がこのような不利な苦労と危険をある程度は覚悟して了承し、契約をすることを身売りという。このような状態に置かれた人を(非難の意味を込めて、実質的な)奴隷と表現することもある。現代の中・先進国で人身売買の奴隷と表現される人の多くはこの状態のことであり、借金か一定期間の拘束契約がその実質的な拘束力の中心をなしている（合法という意味ではない）。低中進国では契約より慣習の力が強いこともある。
文明国では、大抵は一般の労働契約との延長線上にある面があり、その実際上の拘束や搾取レベルが一定を越えたところで法的保護によって防止・救済されるべきものでもある。このレベルは時代によって異なる面がある。
現在、多くの国では、日本の労働基準法及び職業安定法に相当する法律によって違法な労働や契約を強行法規的に禁止しており、違法レベルの条件で結ばれた契約は法的に無効である。
治安の悪い街や未開発地域、政情不安定な地域では、拉致・誘拐などの暴力的手段による犯罪としての人身売買があることが、時おり報道されることがある。麻薬や人さらい、架空契約から始まる人身拘束は始めから確実に犯罪であり、上記の説明とは種が異なる。現代日本の法律的にいう人身売買は主にこちらである（人身売買罪）。つまり「身売り(契約)」と「人さらいなど(暴力・犯罪)」の二つの異なるルートがあり、中間に「詐欺的なもの」などもあって、身売りから悪い条件が重なり転売されるなどして闇のルートに近づくこともある。
それらとは別に、金銭と引き換えを目的とする養子縁組が生じることがある（慣例としての謝礼はありうる）。これが個々の親子・縁戚関係であれば、人権問題があっても人身売買問題としては一般に取り扱われにくい。そのようなことを業としたり繰り返したり組織的斡旋がある場合において、人身売買の問題となる。これもまた、保護や人権擁護がどの程度行われているかによって本質評価は逆転する。
奴隷制度終焉以後の人身売買は一般に、自ら了承して身売りしたり（借金の返済、親族に必要な金銭の用立てなど）、親が子に強要したり、親が子の替わりに契約を行ったり、また既にその状態の人を売買（転売）したりすることもあった。これ以外に、誘拐などの強制手段や甘言によって誘い出して移送することも多数あり、広義には当人に気づかせないグループ詐欺的な方法を含むことがあるなど、多様な実体・本質と分野を含む用語である。人身売買の非難アピールでは、それ以上に拡大して用いられたりする。
特に国際間の移動が絡むときには、組織の根本的摘発がやりにくいうえに、当人側も一種の不法入国という立場性や言語の壁などから当人が法的保護を受けにくくなる状況があり、詐欺的な就労を強制しやすく、全くの犯罪としての人身売買は悪質化して、行方不明になる率も高くなる。また子供は保護権の悪用も加わり、これらは悪質さの典型・象徴となる。1990年代以降、特に児童の商業的性的搾取に反対する世界会議（1996年）以降、国際的な人身売買が国際問題として取り上げられることが多くなっている。
人身売買が行われる目的は、強制労働、性的搾取、臓器移植、国際条約に定義された薬物の生産や取引、貧困を理由として金銭を得る為の手段などにある。現代社会においては、概ねどの国においても人身売買は犯罪行為とされている。

## 送出国・中継国・受入国
国際的な人身売買者に関わる国は、送出国・中継国・受入国の三つに分類される。
送出国には政情不安、社会不安、内戦、自然災害、経済状況の変化、差別、周囲や家族からの圧力などの要因（プッシュ要因）があり、また受入国には、性関連のサービスおよび児童との性行為、非合法な臓器移植や実験、テロリスト、過酷な条件下の労働などに対する需要（プル要因）がある。このため非合法な人身取引がビジネスとして成立する。
略取の対象には、反抗する力のない貧困層、少数民族、災害の罹災者、移民などのマイノリティーや、子供が選ばれやすい。これらの対象者は、出生届や身分を証明する書類もなく行政などの保護を受けづらいため、人身売買の対象とされやすい。
2005年のスマトラ島沖地震の際には、大災害の混乱に紛れ、人身売買を目的とした子供の誘拐が多発した。

## 国際的な取り組み
人身売買を禁止する最初の国際条約は1904年に欧州12ヶ国で締結された『醜業を行わしむるための婦女売買取締に関する国際協定』である。この協定は女性が売春婦として売られることを防止することを目的にしており、6年後に、人身売買に従事する業者への罰則を追加した『醜業を行わしむるための婦女売買禁止に関する国際条約』が欧州13ヶ国で締結され、それらを包括する『婦人及児童ノ売買禁止ニ関スル国際条約』（1921年）が日本を含む28ヶ国で締結された。
現代では、1949年に発効した国際連合の人身売買及び他人の売春からの搾取の禁止に関する条約（人身売買禁止条約）、1956年採択の奴隷制度廃止補足条約、国際的な組織犯罪の防止に関する国際連合条約（国際組織犯罪防止条約）の「人身取引」に関する議定書、さらにジョグジャカルタ原則第11原則に於いて人身売買の禁止が明記されている。

### 人身取引議定書
2000年、国際組織犯罪防止条約を補完する議定書として国連総会で採択、2003年に発効された条約。日本は2005年（平成17年）6月8日、国会で承認した。議定書の締結は条約の締約国であることが条件となっているため、条約が定める組織犯罪に対する国内法整備が進まない日本は議定書の締結にも至っていなかったが、2017年6月に国内法整備に伴い批准、締約に至った。

## 各国の事例

### 日本
日本での人身売買に関する最古の記録は『日本書紀』677年（天武天皇5年）の売買許可願いである 。下野の国司から凶作のため百姓の子どもの売買の申請が出され、不許可となっている。しかし、この許可願いの存在から、それ以前の売買の存在が推認されている。大宝律令と養老律令でも禁止はなされていたが、密売が行われていた。奴婢は相続財産として扱われ、その売買は禁止されていなかった。人買いの語が多く見られるのは鎌倉時代、室町時代である。『撰集抄』には幼童、青年、老人さえ金で売られることが記され、『閑吟集』には「人買船は沖を漕ぐ、とても売らるる身ぢやほどに、静かに漕げよ船頭どの」という歌がある。『禰寝文書』には、鎌倉時代後期に大隅国在住の武士だった建部清綱が財産相続用に作成した財産目録には95人もの下人が記され、下人同士で夫婦や家族を構成している例もあったという。また室町時代の標準相場は一人当たり銭二貫文だったといわれている。謡曲では『自然居士』『隅田川』『桜川』『信夫』『浜平直』『婆相天』『稲舟』などが、古浄瑠璃の『山椒大夫』とともに有名である。人身売買された者たちは、主に東北地方の大規模土地経営の労働力として送られ、この時代に東北地方を治めた有力者たちが定めた法律には、下人所有を巡る主人間のトラブルに関する規定が具体的なものが多く、下人の労働力の争奪が紛争の焦点となっていたようである。古代から原則、人身売買は国禁とされていたが、度重なる大飢饉の発生の際には、超法規的措置として認可されていた。例えば鎌倉時代に発生した寛喜の大飢饉の場合、幕府は延応元年（1239年）4月、餓死に陥って売られた者については、彼らを買い取って養育した主人の所有を、飢饉の年だけ特例措置として認可する法令を出しており、売買した双方が合意した場合のみ、現今の相場で身売りした者を買い戻せる規定（トラブル防止のために飢饉下での相場と平時での相場を併記した『池端文書』のような契約書も存在する）になっていた。また飢饉発生時は大量の身売り者が発生するため、売買の相場は通常の四分の一から二十分の一の価格に下がるため、飢饉下であるという条文を契約書に記載すれば合法的に安価での取引が認められたため、戦国時代末期まで、人身売買は社会を維持するための仕組みとして存在し続けたのである。しかし室町時代になると、前述のように人身売買を扱った多くの文芸作品が生まれ、人身売買は悲劇的な要素として、民衆からは否定的に捉えられていくようになる。
「天文・永禄のころには駿河の富士の麓に富士市と称する所謂奴隷市場ありて、妙齢の子女を購い来たりて、之を売買し、四方に輸出して遊女とする習俗ありき」と言う。
前期倭寇は朝鮮半島や山東半島、遼東半島での人狩りで捕らえた人々を手元において奴婢として使役するか、壱岐、対馬、北部九州で奴隷として売却した。琉球にまで転売された事例もあった。後期倭寇はさらに大規模な奴隷貿易を行い、中国東南部の江南、淅江、福建などを襲撃して住人を拉致し、捕らえられた者は対馬、松浦、博多、薩摩、大隅などの九州地方で奴隷として売却された。スペイン帝国は大航海時代、現在のフィリピンを支配していた（スペイン領東インド）。1571年のスペイン人の調査報告によると、日本人の海賊、密貿易商人が支配する植民地はマニラ、カガヤン・バレー地方、コルディリェラ、リンガエン、バターン、カタンドゥアネスにもあった。乱妨取りや文禄・慶長の役（朝鮮出兵）により奴隷貿易はさらに拡大し、東南アジアに進出して密貿易も行う後期倭寇によって売却された奴隷の一部はポルトガル商人によってマカオ等で転売され、そこからインドに送られたものもいたという。イエズス会は倭寇を恐れており、1555年に書かれた手紙の中で、ルイス・フロイスは、倭寇の一団から身を守るために、宣教師たちが武器に頼らざるを得なかったことを語っている。
鄭舜功の編纂した百科事典『日本一鑑』は南九州の高洲では200-300人の中国人奴隷が家畜のように扱われていたと述べている。奴隷となっていた中国人は福州、興化、泉州、漳州の出身だったという。
歴史家の米谷均は蘇八の事例を挙げている。蘇は浙江の漁師で、1580年に倭寇に捕らえられた。蘇は薩摩の京泊に連れて行かれ、そこで仏教僧に銀四両で買い取られた。2年後に彼は対馬の中国人商人に売られた。6年間、対馬で働き、自由を手に入れた蘇は、平戸に移り住んだ。平戸では、魚や布を売って生活していた。そして1590年、中国船でルソン島に渡り、翌年、中国に帰国することができたという。
1514年にポルトガル人がマラッカから中国と貿易を行って以来、ポルトガル人が初めて日本に上陸した翌年には、マラッカ、中国、日本の間で貿易が始まった。中国は倭寇の襲撃により、日本に対して禁輸措置をとっていたため、日本では中国製品が不足していた。当初、日本との貿易は全てのポルトガル人に開かれていたが、1550年にポルトガル国王が日本との貿易の権利を独占した。以降、年に一度、一隻に日本との貿易事業の権利が与えられ、日本への航海のカピタン・マジョールの称号、事業を行うための資金が不足した場合の職権売却の権利が与えられた。船はポルトガル領ゴアを出航し、マラッカ、中国に寄港した後、日本に向けて出発した。
南蛮貿易で最も価値のある商品は、中国の絹と日本の銀であり、その銀は中国でさらに絹と交換された。金、中国の磁器、ジャコウ、ルバーブ、アラビアの馬、ベンガルの虎、孔雀、インドの高級な緋色の布、更紗、フランドルの時計、ヴェネツィアン・グラスなどのヨーロッパ製品、ポルトガルのワイン、レイピアなどが、日本の銅、硫黄、漆器、武器（日本刀等）と交換された。ポルトガル船の主要品目に硝石は含まれないが、古い家屋の床下にある土から硝酸カリウムを抽出する古土法、主にカイコの糞を使う培養法による硝石製造が五箇山等の各地で行われ国産化が進んでいた。日本の漆器は、ヨーロッパの貴族や宣教師を魅了した。一方でポルトガル人、アジア人、アフリカ人の船員は、戦乱で捕虜とされ奴隷となっていた日本人を買うことがあり、ときにはアジア人奴隷、アフリカ人奴隷が日本人の奴隷を所有した。こうして売られた奴隷の多くが日本人女性であり、故郷から離れた乗組員や奴隷に妻・家族、妾を持たせ懐柔するために購入が許容された。ポルトガル領の奴隷の大部分はアフリカ系だったが、少数の中国人、日本人の奴隷の存在が記録されている。また奴隷の人種についてはアフリカ系が好まれたが、奴隷は稼いだお金を貯めて自由を買うか、代わりの奴隷を買うことを許されれば、自由になることができた。女性の奴隷は、主人が結婚することを選べば、自由になれた。
戦国時代の日本において、戦場の戦利品として男女を拉致していく「人取り」（乱妨取り）で奴隷とされた日本人をポルトガル商人や倭寇が購入した。実際に買われた奴隷数については不明のため議論の余地があるが、反ポルトガルのプロパガンダの一環として奴隷数を誇張する傾向があるとされている。記録に残る中国人や日本人奴隷は少数で貴重であったことや、年間数隻しか来航しないポルトガル船の積荷（硫黄、銀、海産物、刀、漆器等）の積載量、九州の人口、奴隷の需要、海賊対策のための武装、奴隷と貴重な貨物を離す独立した船内区画、移送中の奴隷に食料・水を与える等の輸送上の配慮から、ポルトガル人の奴隷貿易で売られた日本人の奴隷は数百人以上（正確な推定は不可能）の規模と考えられている。16世紀のポルトガルの支配領域において中国人奴隷（人種的な区別の文脈であるため日本人奴隷も含む）の数は「わずかなもの」であり、東インド人、改宗イスラム教徒、アフリカ人奴隷の方が圧倒的に多かった。
1537年の教皇勅書『スブリミス・デウス』によって教皇パウルス3世はアメリカ先住民の奴隷化を無効だと宣言していたが、1541年のポルトガル船の日本来航以降にも奴隷貿易は行われてきた。日本マカオ間の定期航路の開通により規模が大きくなっていた奴隷貿易に対してイエズス会の宣教師たちは日本での奴隷貿易禁止の法令の発布を度々求めており、ポルトガル王セバスティアン1世は1571年に人身売買禁止を命令した。1571年の人身売買禁止までの南蛮貿易の実態だが、1570年までに薩摩に来航したポルトガル船は合計18隻、倭寇のジャンク船を含めればそれ以上の数となる。
デ・サンデ天正遣欧使節記では、同国民を売ろうとする日本の文化・宗教の道徳的退廃に対して批判が行われている。
デ・サンデ天正遣欧使節記はポルトガル国王による奴隷売買禁止の勅令後も、人目を忍んで奴隷の強引な売り込みが日本人の奴隷商人から行われたとしている。
デ・サンデ天正遣欧使節記は、日本に帰国前の千々石ミゲルと日本にいた従兄弟の対話録として著述されており、物理的に接触が不可能な両者の対話を歴史的な史実と見ることはできず、フィクションとして捉えられてきた。遣欧使節記は虚構だとしても、豊臣政権とポルトガルの二国間の認識の落差がうかがえる。伴天連追放令後の1589年（天正17年）には日本初の遊郭ともされる京都の柳原遊郭が豊臣秀吉によって開かれたが、遊郭は女衒などによる人身売買の温床となり、江戸幕府が豊臣秀吉の遊郭を拡大して唐人屋敷への遊女の出入り許可を与えた丸山遊廓を島原の乱後の1639年（寛永16年）頃に作ったことで、それが「唐行きさん」の語源ともなっている。秀吉が遊郭を作ったことで、貧農の家庭の親権者などから女性を買い遊廓などに売る身売りの仲介をする女衒が、年季奉公の前借金前渡しの証文を作り、性的サービスの提供を本人の意志に関係なく強要することが横行した(性的奴隷)。日本人女性の人身売買はポルトガル商人や倭寇に限らず、19世紀から20世紀初頭にかけても「黄色い奴隷売買」、「唐行きさん」として知られるほど活発であり、宣教師が批判した日本人が同国人を性的奴隷として売る商行為は近代まで続いた。
これらの奴隷貿易が豊臣秀吉による天正15年（1587年）のバテレン追放令や、江戸幕府による鎖国体制の原因の一つになったという説がある。天正18年（1590年）4月、小田原征伐後の秀吉は、関東の大名たちに人身売買の全面禁止を命じ、真田昌幸あてに送った朱印状には「東国の習いとして女・子供を捕らえて売買する者たちは、後日でも発覚次第、成敗を加える」とし、同年8月に宇都宮国綱へ送った掟条では、百姓を土地に縛りつけると同時に人身売買の一切を禁じている 。バテレン追放令後の天正19年（1591年）、教皇グレゴリー14世はカトリック信者に対してフィリピンに在住する全奴隷を解放後、賠償金を払うよう命じ、違反者は破門すると宣言。在フィリピンの奴隷に影響を与えた。
天正14年（1586年）の『フロイス日本史』は島津氏の豊後侵略の乱妨取りで島津氏に拉致された豊後国領民の一部が肥後国に売られていた惨状を記録している。『上井覚兼日記』天正14年7月12日条によると
と同様の記録を残している。天正16年（1588年）8月、秀吉は人身売買の無効を宣言する朱印状で
と、天正16年（1588年）閏5月15日に肥後に配置されたばかりの加藤清正と小西行長に、奴隷を買ったものに補償をせず「買い損」とするよう通知している。同天正16年（1588年）に同様の記録が島津家文書に残されている。
1596年（慶長元年）、長崎に着任したイエズス会司教ペドロ・マルティンス（Don Pedro Martins）はキリシタンの代表を集めて、奴隷貿易に関係するキリシタンがいれば例外なく破門すると通達している。
文禄・慶長の役では、秀吉は朝鮮半島の民衆を慰撫するため、乱取りなどの拉致行為を禁じる朱印状を発布したが、朝鮮半島に従軍した僧慶念が『朝鮮日々記』に「日本よりもよろずの商人も来たりしたなかに人商いせる者来たり、奥陣より(日本軍の)後につき歩き、男女・老若買い取りて」と記したように、人身売買を目的とした商人が渡航していた。これらの奴隷商人は下級の兵士と通じて朝鮮人を調達していたため、加藤清正などは「乱暴狼藉に身分の低い者をこき使う者があったならば、その主人の責任として成敗を加える。」と禁令を発している。
『多聞院日記』によれば、朝鮮人の女性・子供は略奪品と一緒に、対馬、壱岐を経て、名護屋に送られた。人身売買は長崎などで行われ、イタリアの商人カルレッティは、朝鮮人は1人あたり銀24匁（米1斗=銀1匁）ほどで売られていたと記録している。
しかし、大阪観光大学観光学研究所客員研究員の渡邊大門によれば、文禄・慶長の役に出かけた兵たちは、耳や鼻を削いで持ちかえる残虐行為とともに人間狩りをし、朝鮮の老人、女、子供を拉致し奴隷化した。前述の僧慶念は『朝鮮日々記』で
「かくの如くに買い集め、例えば猿をくくりて歩くごとくに、牛馬をひかせて荷物持たせなどして、責める躰は、見る目いたわしくてありつる事なり」と書いている。渡邊大門によれば「乱取りは多くの大名が黙認し、幅広く行われた」のであり、『多聞院日記』は、彼らが奈良に運ばれた事を書き、『本山豊前守安政父子戦功覚書』は船で生け捕った男女を尾張徳川家の居城である名古屋城に送ったという 。さらに、大門は最初、乱取りを禁止していた秀吉も方向転換し、捉えた朝鮮人を進上するように命令を発していると主張している。
江戸幕府においては、大坂夏の陣の翌年にあたる1616年（元和2年）には、人身売買禁止令を発するなど、人身売買は法制上禁止された。しかし、奴刑のよう身分刑で幕府が人身を下げ渡すものは残ったし、また、事実においては譜代奉公または年季奉公の形式をとってなされており、遊廓などへの身売りなども奉公の名義において許されたものであった。さらに、これら年季奉公による債務の返済を担保とする「人質」が慣習法として成立するなど、奉公の名義による人身売買は生活に根付いたものになっていた。幕府も、公事方御定書に遊女奉公させることを目的とした養女を禁止することを定めるなどの例はあるが、概ね黙認の状況であった。

#### 近代の人身売買
明治初期の『芸娼妓解放令』が有名無実なものとなると人身売買に対する法的規制が後退し、他人を売るより子孫を売る方が罪が軽く「和売」とされていた。明治から昭和にかけての人身売買について牧英正は、農村の慢性的貧困は変わらず、父権の強さがあり、人身売買を発生させる温床としての構造上の理由を説明している。
19世紀から20世紀初頭にかけて、日本の売春婦が中国、日本、韓国、シンガポール、インドなどのアジア各地で人身売買されるネットワークがあり、当時「黄色い奴隷売買」として知られていた。「からゆきさん」とは、19世紀末から20世紀初頭にかけて、貧困にあえぐ農村から、東アジア、東南アジア、シベリア（ロシア極東）、満州、インドなどに人身売買され、中国人、ヨーロッパ人、東南アジア原住民などさまざまな人種の男性に売春婦として性的サービスを提供した日本人の少女・女性のことである。中国での日本人売春婦の経験は、日本人女性の山崎朋子の著書に書かれている。
朝鮮や中国の港では日本国民にパスポートを要求していなかったことや、「からゆきさん」で稼いだお金が送金されることで日本経済に貢献していることを日本政府が認識していたことから、日本の少女たちは容易に海外で売買されていた。1919年には中国人が日本製品をボイコットしたことで、からゆきさんの収入になおさら頼るようになった。明治日本の帝国主義の拡大に日本人娼婦が果たした役割については、学術的にも検討されている。
バイカル湖の東側に位置するロシア極東では、1860年代以降、日本人の遊女や商人がこの地域の日本人コミュニティの大半を占めていた。黒海会（玄洋社）や黒龍会のような日本の国粋主義者たちは、ロシア極東や満州の日本人売春婦たちを「アマゾン軍」と美化して賞賛し、会員として登録した。またウラジオストクやイルクーツク周辺では、日本人娼婦による一定の任務や情報収集が行われていた。
ボルネオ島民、マレーシア人、中国人、日本人、フランス人、アメリカ人、イギリス人など、あらゆる人種の男たちがサンダカンの日本人娼婦たちを訪れた。
1872年頃から1940年頃まで、オランダ領東インド諸島の売春宿で多数の日本人売春婦（からゆきさん）が働いていた。
1890年から1894年にかけて、シンガポールは村岡伊平治によって日本から人身売買された3,222人の日本人女性を受け入れ、シンガポールやさらなる目的地に人身売買される前に、日本人女性は数ヶ月間、香港で拘束されることになった。日本の役人である佐藤は1889年に、長崎から高田徳次郎が香港経由で5人の女性を人身売買し、「1人をマレー人の床屋に50ポンドで売り、2人を中国人に40ポンドで売り、1人を妾にし、5人を娼婦として働かせていた」と述べている。佐藤は女性たちが「祖国の恥に値するような恥ずかしい生活」をしていたと述べている。
オーストラリア北部にやってきた移民のうち、メラネシア人、東南アジア人、中国人はほとんど男性で、日本人は女性を含む特異な移民集団だった。西豪州や東豪州では、金鉱で働く中国人男性に日本人のからゆきさんがサービスを提供し、北豪州のサトウキビ、真珠、鉱業周辺では、日本人娼婦がカナカ族、マレー人、中国人に性的サービスを提供していた。
日本人娼婦は1887年に初めてオーストラリアに現れ、クイーンズランド州の一部、オーストラリア北部、西部などオーストラリアの植民地フロンティアで売春産業の主要な構成要素となり、大日本帝国の成長はからゆきさんと結びついた。19世紀後半、日本の貧しい農民の島々は、からゆきさんとなった少女たちを太平洋や東南アジアに送り出した。九州の火山性の山地は農業に不向きで、両親は7歳の娘たちを長崎県や熊本県の女衒に売り渡したが、5分の4は本人の意志に反して強制的に売買され、5分の1だけが自らの意志で売られていった。
人身売買業者が彼女たちを運んだ船はひどい状況で、船の一部に隠されて窒息死する少女や餓死しそうになる少女もおり、生き残った少女たちは香港、クアラルンプール、シンガポールで娼婦としてのやり方を教えられ、オーストラリアなど他の場所へ送られた。
1921年（大正10年）9月30日、日本は婦人及児童ノ売買禁止ニ関スル国際条約に批准した。
1929年（昭和4年）における東京の娼妓の出身地は北海道や東北地方が過半数を占め、5200余人中2800人を占めた。1931年（昭和8年）の調査でも7391人中4100人を占めている。これは東北地方の農山村が、しばしば冷害に直面して経済的危機に瀕していたことも背景にあり、1934年（昭和9年）の昭和農業恐慌時には、岩手県の一農村から100人近くの娘が姿を消すといった事例も見られた。

#### 第二次世界大戦後
第二次世界大戦直後は、未成年者が前借金で事実上売買され、作男や農業手伝いに従事する例が目立った。1950年に特殊飲食街が各地で形成され始めると売春婦として送り出されるケースが55%（前年は2%）に急上昇。次いで紡績女工、子守、女中が続いた。身売り元の多くは東北地方で、受け入れ地は東京都、埼玉県などであった。
人身売買は現代においても暴力団が関与して発生したケースもあり、2007年には風俗店の女性従業員が遅刻や無断欠勤を理由に、暴力団員の同風俗店経営者に「罰金」と称して架空の借金（約150万円）を通告され返済を迫られ、女性は拒否して逃走するも同暴力団員に捕らえ、別の風俗店に売り渡される事件が発生。栃木県警が暴力団員と風俗店を人身売買罪を初適用して逮捕・検挙したことが報じられている。
1983年に発覚した宇都宮病院事件、1995年に発覚した水戸事件など障害者に対する虐待を伴った強制労働事件も幾つか明るみに出ている。
2004年、日本は「人身取引対策に関する関係省庁連絡会議」を経て『人身取引対策行動計画』を発表した。2005年6月には刑法を改正して「人身売買罪」を新設し、人身売買が誘拐と並んで扱われるようになった。出入国管理及び難民認定法も改正され、人身取引などの被害者は、退去強制の対象外となり、また上陸特別許可や在留特別許可を与えて保護するなどの対応に切り替えられた。
アメリカ国務省の『人身売買報告書』2018年版で、日本は初めて「Tier1: 人身取引撲滅のための最低基準を十分に満たしている」に昇格した。
2011年版では、日本は「Tier2：人身売買撲滅のための最低基準を十分に満たしていないが、満たすべく著しく努力している国」として挙げられており、2014年版でも日本は目的国、供給国、通過国であることが指摘されていた。2014年の報告書においてアメリカ国防省は、日本企業の実施する「外国人研修・技能実習制度」が、賃金不払い、長時間労働、パスポートを取り上げるなどの不正行為によって移動の制限を行うなどにより、中国、東南アジア出身者の人権を蹂躙したり、暴力団組織が性風俗産業で外国人女性を強制労働させたりしているという実態を紹介し、日本政府による対応の不備を指摘した。Tier2の分類は2011～2017年の7年連続となった。2015年版では、日本について女子高生（JK）による援助交際などを問題視し、JKビジネスが売春を容易にしていると指摘した他、外国人技能実習制度で入国した研修生の一部が強制労働の状況に置かれていることを挙げて改善を求め、「強制労働や売春に関わる人身売買の送り先であり発信地でもある」とされていた。日本は主要7か国で最も遅く、最高位（4段階評価、後述）に昇格した国である。
2020年6月25日、アメリカ合衆国国務省は、世界の人身売買に関する年次報告書を発表し、日本について前年までの4段階のうち最も良い評価から、上から2番目の評価に格下げした。2021年版では、外国人の権利保護に取り組んできた弁護士の指宿昭一が、世界で人身売買を戦う8人のヒーローの1人として顕彰された。
警察庁が2001年から行っている人身取引被害者統計によれば、外国人被害者の国籍はタイ、フィリピン、インドネシア、コロンビア、台湾などが多く、勧誘時に説明を受けた職種と実際に従事する職種が異なるなど欺罔を手段とするものが多いとされる。
従来これらの問題に際しては、刑法上の営利誘拐や（外国人の）不法就労、強制労働を禁じた法・売春防止法などで各々のケースに個別対応して、明確な奴隷および人身売買として深刻に対処されていなかったという背景と、これら人身売買被害者の外国人労働者では、このような被害の発覚の時点で不法就労により本国に強制送還され、人身売買加害者側の裁判では被害者を欠いた形で裁判が行なわれることも問題視されていた。アメリカ国務省は依然として日本には未解決の問題が存在していることを指摘している。
日本政府は、2020年東京オリンピック・パラリンピックに向けて『人身取引対策行動計画2014』を策定し、人身取引対策に取り組んでいる。

### 中国および朝鮮の領域

#### 元・高麗・南宋
元寇では元および服属した高麗・南宋の兵により、対馬や壱岐、北部九州沿岸に幅広く侵攻、日本住民を大量虐殺し、また捕虜・奴隷として大量に連れ帰った。『日蓮註画讃』第五「蒙古來」篇では、「二島百姓等。男或殺或捕。女集一所。徹手結附船。不被虜者。無一人不害」（壱岐対馬の二島の男は、あるいは殺しあるいは捕らえ、女を一カ所に集め、手をとおして船に結わえ付ける。虜者は一人として害されざるものなし）、『一谷入道御書』では「百姓等は男をば或は殺し、或は生取りにし、女をば或は取り集めて、手をとおして船に結び付け、或は生取りにす。一人も助かる者なし」とある。文永の役でこれら日本民は奴婢として元朝の王侯貴族やや将兵の間で下賜、贈答または献上された。高麗王・忠烈王と妃クトゥルクケルミシュには日本人の子供男女200人が献上された。

#### 李氏朝鮮・韓国
李氏朝鮮では強固な身分社会が築かれており、白丁や奴婢なる被差別階級が存在した。奴婢の人々は主人や政府の所有物とされ、金銭で売買されており、この身分から抜け出すのはかなりの困難を伴った。1894年の甲午改革によって廃止された。

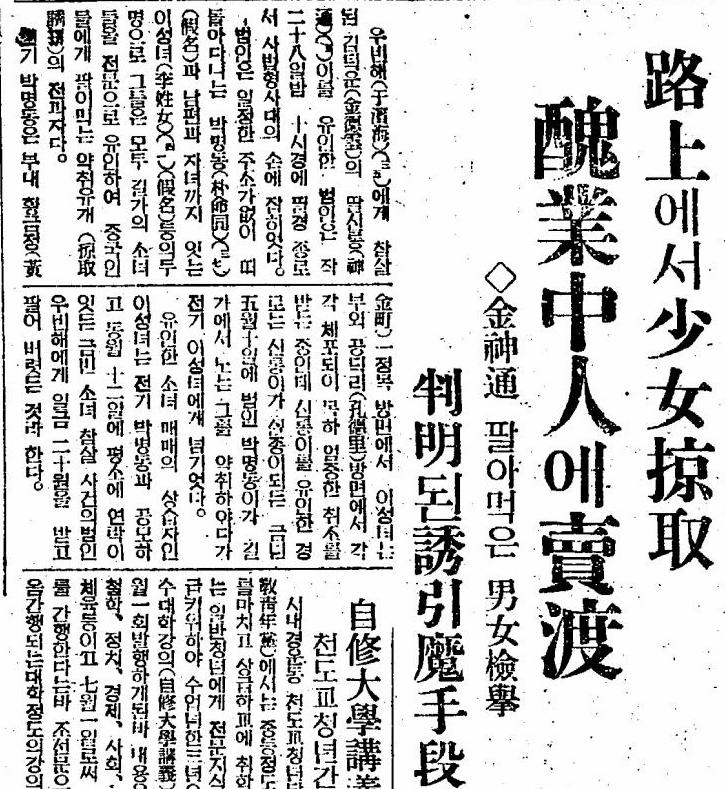
朝鮮南部連続少女誘拐事件(1933)

日本統治下の朝鮮において朝鮮人売春斡旋業者による少女の誘拐・人身売買事件（朝鮮南部連続少女誘拐事件）が多発した。犯人は女性業者の場合もあった。また日本軍慰安婦として人身売買が多発し、業者のみならず日本政府も関与していたとする主張があり、現在も日韓で歴史認識論争、外交問題にもなっている。また韓国軍慰安婦にさせられたと主張する女性たちは韓国政府への責任を訴えている。性暴行と殴打、監禁、強制堕胎、性病強制検診、性売買業者主人と警察公務員の癒着不正など、数え上げることも難しい国家犯罪があったとし、韓国は国連人身売買禁止協約（韓国は1962年に発効）を行なっているが、それは「紙クズ同然」だったとの証言が報道されている。
2014年には、新安塩田奴隷労働事件が発生し、知的障害者が人身売買され無償労働を強制されていたことが発覚した。

##### 朝鮮民主主義人民共和国（北朝鮮）
深刻な食糧危機をはじめとする経済・社会の混乱が続く朝鮮民主主義人民共和国（北朝鮮）から、中国へ逃れる脱北者と呼ばれる北朝鮮人が多数おり、国境警備の目を盗み、命がけの思いで国境の川を渡ってきた脱北者らは、人身売買の対象になっている。中国東北部に潜伏する脱北者は、30万人〜40万人と見積もられている。2009年の中国への脱北者は2万5千人〜3万人。4割は中国にとどまるが、6割はベトナムやモンゴルなどの第三国に渡り、大半は売春婦か中国人の妻になる。売春婦になる場合、「満足に食べられるならただ働きでいい」という希望者は、いくらでもいる。
アメリカ合衆国国務省の2009年『人身売買に関する年次報告書』によると、脱北者は中国と国境を接する咸鏡北道からが多く、8割が人身売買の犠牲になっており、強制的に売春させられたり、中国人の妻になる女性が多く、妻を不要だと感じた夫が、別の男性に「転売」する事例も発生しており、脱北に失敗した者は強制収容所に送られ、強制労働や拷問、レイプなどの虐待を受ける。アメリカ合衆国国務省の2009年『人身売買に関する年次報告書』は、人身売買根絶への取り組みで評価した4分類のうち、北朝鮮を最低ランクの17カ国に指定している。脱北を商売にする仲介業者は少なくとも150社ほど存在しており、ほとんどが中国朝鮮族である。
脱北者の人身売買には「人販子（レンファンツー）」と呼ばれる仲介業者が暗躍し、また、一部の中朝国境警備部隊員が結託しており、ホステスや売春婦、中国人の妻になる場合、中国の仲介業者は依頼主から脱北者1人あたり6千～7千元（約7万8千～9万1千円）を受け取り、このうち4千元（約5万2千円）を中国の警備部隊関係者に支払い、その中から1千元（約1万3千円）が、協力した北朝鮮の隊員に渡る。たばこの箱に詰めて手渡すことが多い。
脱北女性は人身売買の対象となっており、20歳〜24歳の女性は7千元、25歳〜30歳の女性は5千元、30歳以上は3千元で中国などに売られている。

#### 中華人民共和国
中華人民共和国では、毎年、数万人もの児童が誘拐され、売買されている。大半が男児とされる。背景には、一人っ子政策により、子供を多く持ちたくても持てないため、児童を買いたいという需要があるなどの理由が挙げられる。多くは内陸の貧しい家庭から誘拐され、東部沿岸部の裕福な家庭に売られるという。家族が警察に訴えても、警察は捜査を拒むこともある。児童売買に医師などが関与する例もある。また一人っ子政策の規定を超える子供を持ってしまい、罰金を支払えない親が子供を売りに出す例もある。これらは養子縁組という形で売買されている。インターネットでの取引も活発である。
中国政府は児童誘拐年1万人（専門家は7万人）としている。
誘拐による被害の他に実の親による児童の売買犯罪も多く、2014年度の中国国内における裁判所判例では、人身売買犯罪の約4割が経済的困窮を事由とする実の親による児童売買であった。
また、中国国内で児童の人身売買先となる地域は、山東省、河南省、福建省の順で、2014年の統計では人身売買先の約2割が山東省となっている。
近年、中国政府は膨大な監視カメラネットワークや最新のDNA型鑑定によって誘拐された子供たちの身元の特定を推進している。政府は2021年6月時点で年内に1737人の身元を明らかにしたと発表した。また、誘拐した子供を育てた親への罰則を含めた新法を検討中である。
中国では、東南アジアから売られてくる外国人の数も増えているとされる。中国公安省は、2018年に妻として売られた東南アジア出身の女性1100人超を救出したと発表した。

### アメリカ合衆国
アメリカ合衆国では、特に南部のプランテーションで黒人奴隷が酷使されていた。西アフリカからアメリカには、1000万人もの奴隷が売られていった。アメリカでは、黒人を家族ごと購入する例があった。人道的な理由からではなく、こうすれば、その家族の子供が次代の奴隷となり、わざわざ奴隷商人から奴隷を買わなくても、奴隷の数を維持できるというのが主な理由であった。一部の州では奴隷制度廃止運動が盛んとなったが、アメリカ全土で奴隷制度が廃止されたのは、1840年、エイブラハム・リンカーンにより奴隷解放宣言、そして南北戦争による北軍が勝利した後のこととなる。黒人以外にも、苦力と呼ばれた中国人など世界各地の有色人種が、労働力としてアメリカに売られていった。日本でも、沖縄県石垣市にある唐人墓に眠る清人の悲劇などが伝わっている。
しかし、奴隷制が廃止されても、有色人種に対する苛烈なアメリカ合衆国の人種差別は根強く残り、現在でも根絶されていない。また、現在でも中南米などから女性を売買し、搾取する人身売買組織が存在する。
20世紀に入っても人身売買に関する事件は起きており、特によく知られている物にジョージア・タンという女性が1920年代から1950年まで運営していたテネシー子供の家協会という孤児院を隠れ蓑として行っていた大規模な児童人身売買事件がある。主に闇市場で入手した赤ん坊を裕福な家庭へと販売し売れ残った赤ん坊は殺害していたといい、被害者は全米で5000人規模にも及ぶという。この事件の著名な被害者にプロレスラーのリック・フレアーがいる。

## アメリカ国務省の分類
アメリカ合衆国国務省は、「人身売買に関する年次報告書」を毎年発表している。Tier2 WatchListと最低ランクのTier3は監視対象国である。アメリカの貿易促進権限法で、Tier3の国との通商協定を結べないことになっており、例えばTier3の国はTPPに加盟できない。
| Tier1           | 基準を満たす。                                                                                             |
| Tier2           | 基準は満たさないが努力中。                                                                                 |
| Tier2 WatchList | 基準は満たさないが努力中で被害者数が顕著、かつ前年より改善が見られない、または次年以降の改善を約束しない。 |
| Tier3           | 基準を満たさず努力も不足。                                                                                 |

### 2018年
2018年国務省報告書によるランキングは以下の通り。
- Tier1:アルゼンチン、アルバ、オーストラリア、オーストリア、バハマ諸島、バーレーン、ベルギー、カナダ、チリ、コロンビア、キプロス、チェコ、デンマーク、エストニア、フィンランド、フランス、ジョージア、ドイツ、ガイアナ、イスラエル、イタリア、日本、大韓民国、リトアニア、ルクセンブルク、オランダ、ニュージーランド、ノルウェー、フィリピン、ポーランド、ポルトガル、スロバキア、スロベニア、スペイン、スウェーデン、スイス、台湾、イギリス、アメリカ合衆国
- Tier2:アフガニスタン、アルバニア、アンティグア・バーブーダ、アルメニア、アゼルバイジャン、バルバドス、ベナン、ボツワナ、ブラジル、ブルネイ、ブルガリア、ブルキナファソ、カーボベルデ、カンボジア、カメルーン、コスタリカ、コートジボワール、クロアチア、キュラソー島、ジブチ、ドミニカ共和国、エクアドル、エジプト、エルサルバドル、エチオピア、ガーナ、ギリシア、ホンジュラス、アイスランド、インド、インドネシア、アイルランド、ジャマイカ、ヨルダン、カザフスタン、ケニア、コソボ、ラトビア、レバノン、レソト、マケドニア、マラウイ、マルタ、マーシャル諸島、モーリシャス、メキシコ、ミクロネシア連邦、モルドバ、モロッコ、モザンビーク、ナミビア、ネパール、オマーン、パキスタン、パラオ、パナマ、パラグアイ、ペルー、カタール、ルーマニア、ルワンダ、セントルシア、セントビンセント・グレナディーン、セルビア、シンガポール、ソロモン諸島、スリランカ、タンザニア、タイ、東ティモール、トンガ、トリニダード・トバゴ、チュニジア、トルコ、ウガンダ、ウクライナ、アラブ首長国連邦、ウルグアイ、ベトナム、ザンビア
- Tier2 WatchList: アルジェリア、アンゴラ、バングラデシュ、ブータン、ボスニア・ヘルツェゴビナ、中央アフリカ共和国、チャド、キューバ、スワジランド、フィジー、ガンビア、グアテマラ、ギニア、ギニアビサウ、ハイチ、香港、ハンガリー、イラク、クウェート、キルギス、リベリア、マカオ、マダガスカル、マレーシア、モルディブ、マリ、モンゴル、モンテネグロ、ニカラグア、ニジェール、ナイジェリア、サウジアラビア、セネガル、セーシェル、シエラレオネ、南アフリカ共和国、スーダン、スリナム、タジキスタン、トーゴ、ウズベキスタン、ジンバブエ
- Tier3: ベラルーシ、ベリーズ、ボリビア、ミャンマー、ブルンジ、中華人民共和国、コモロ、コンゴ民主共和国、コンゴ共和国、赤道ギニア、ガボン、イラン、北朝鮮、ラオス、モーリタニア、パプアニューギニア、ロシア、南スーダン、シリア、トルクメニスタン、ベネズエラ
- Special Case: リビア、シント・マールテン、ソマリア、イエメン

### 関連法・条約・罪
- 略取・誘拐罪
- 人身売買罪
- 国際的な組織犯罪の防止に関する国際連合条約
- ジョグジャカルタ原則（第11原則）
- 人身売買及び他人の売春からの搾取の禁止に関する条約
- 奴隷制度廃止補足条約
- 売春防止法
- 児童買春、児童ポルノに係る行為等の処罰及び児童の保護等に関する法律
- 労働基準法
- 職業安定法

## 人身売買を扱った作品
ここでは、作品中である程度一貫して人身売買の問題に焦点が当てられている作品及び「人身売買」という行為が作中の重要な主題となっている作品を扱う。「登場人物に人身売買と関わりがあるものがいる」程度の作品は扱わない。

### 映像
- リリア 4-ever（2002年）スウェーデン製作の映画。旧ソ連とスウェーデンを舞台にした売春奴隷犯罪を描いた作品。
- セックス・トラフィック（2004年）イギリス制作のテレビドラマ。モルドヴァなどの貧しいヨーロッパの国々から、売春目的で売買される女性たちを描いた作品。
- ヒューマン・トラフィック（2005年）アメリカ制作のテレビドラマ。人身売買を扱った社会派ドラマ。
- ある子供（2005年）生まれたばかりの我が子を金欲しさに売ってしまった不良少年の辿る道を描く。ダルデンヌ兄弟がカンヌ国際映画祭で二度めのパルムドールに輝いた作品。
- イースタン・プロミス（2007年）ロンドンに暗躍するロシアン・マフィアの人身売買ビジネスをデヴィッド・クローネンバーグが描いた社会派ヴァイオレンス映画。
- 96時間（2009年）娘とその友人をアルバニアの人身売買組織に誘拐された元CIA工作員の、奪回と組織壊滅に向けた戦いを描く。題名は被害者が無事でいられると考えられる期間にちなむ。
- INTERSECTION(2009年) MTV EXITが企画したアニメ。売春宿の取り押さえ事件を登場人物それぞれの視点で描いた作品。性的搾取を扱う。
- traffick an mtv exit special(2009年) MTV EXITによる特別番組であり、題名が無い。上記の「INTERSECTION」と同じく基礎知識及びケース、対策などを扱う。
- トゥルース 闇の告発(2011年) ドイツ・カナダ合作映画。主演レイチェル・ワイズ。国際連合、国連文民警察（民間軍事会社）、現地政府・警察が関与したボスニアへの人身売買問題に対して、一人の女性派遣隊員が立ち向かう。実話に基づく。

### 自伝・伝記
- ある奴隷少女に起こった出来事 （大和書房）ハリエット・アン・ジェイコブズ 著, 堀越 ゆき 翻訳　1820年代のアメリカ、ノースカロライナ州で奴隷として生まれた少女ハリエットの物語。
- サバイバー 池袋の路上から生還した人身取引被害者 （ころから）マルセーラ・ロアイサ著，常盤未央子，岩﨑由美子 翻訳 - 日本でセックスワークを強要されたコロンビア人女性の手記。

### 文学
- からゆきさん（朝日新聞社）1976、森崎和江 - 貧困の中で売られ、からゆきさんとして売春を強いられた少女達の苦難の人生。
- 闇の子供たち (幻冬舎文庫) 梁石日著 - タイを舞台に売春や臓器移植を目的に売り買いされる子どもたちと彼らをめぐる日本人たちを描く。2008年には阪本順治監督で映像化されている。

### 童話
- 安寿と厨子王丸 説話『さんせう太夫』を元に作られた童話。 主人公の安寿と厨子王は人買いにより母と離れ離れになり山椒太夫に売り渡され酷使されるという内容がある。
- 黒い兄弟（ロミオの青い空）19世紀のスイス・イタリアを舞台にした作品。